# سفارة بولندا في كوريا الشمالية
سفارة بولندا في كوريا الشمالية هي أرفع تمثيل دبلوماسي لدولة بولندا لدى كوريا الشمالية. تقع السفارة في وهي تهدف لتعزيز المصالح البولندية في كوريا الشمالية.

## وصلات خارجية
- الموقع الرسمي
- قائمة سفارات بولندا
- قائمة السفارات في كوريا الشمالية